# Scipione Breislak
Scipione Breislak (født 1748 i Rom, død 15. februar 1826 i Milano) var en italiensk geolog.
Efter at have studeret naturvidenskab, blev Breislak professor i fysik i Ragusa og senere i Rom. Under revolutionen måtte han flygte til Frankrig, og af Napoleon blev han udnævnt til inspektør ved de italienske krudt- og salpeterværker. Senere ansattes han som direktør for alunfabrikken ved Solfatara og kom herved ind på studiet af vulkaner. Han udgav en række geologiske afhandlinger.